# Allium drummondii
Allium drummondii — вид трав'янистих рослин родини амарилісові (Amaryllidaceae), поширений у центрі й південному центрі США і в північно-східній Мексиці.

## Опис
Цибулин 1–5, яйцюваті, 1–1.8 × 0.7–1.5 см; зовнішні оболонки містять 1 або більше цибулин, коричневі, сітчасті; внутрішні оболонки білуваті або коричнюваті. Листки стійкі, зелені в період цвітіння, 2–5; листові пластини плоскі, жолобчасті, 10–30 см × 1–3(5) мм, краї цілі. Стеблина стійка, поодинока, прямостійна, 10–30 см × 1–3 мм. Зонтик стійкий, прямостійний, компактний до ± нещільного, 10–25-квітковий, півсферично-кулястий, рідко заміщується цибулинками. Квіти дзвінчасті до ± зірчастих, 6–9 мм; листочки оцвітини білі, рожеві або червоні, рідко зеленувато-жовті, від яйцюватих до ланцетних, ± рівні, на плодах стають паперовими і жорсткими, краї цілі, верхівки тупі або гострі. Пиляки жовті; пилок світло-жовтий. Насіннєвий покрив блискучий. 2n = 14, 28.
Цвітіння: березень — червень.

## Поширення
Поширений у центрі й південному центрі США і в північно-східній Мексиці.
Населяє рівнини, пагорби та прерії, особливо на вапнякових ґрунтах; 0–1600 м.